# Willem Bruigom Tip
Willem Bruigom Tip, né le 14 août 1736 à Westzaan et mort dans cette ville le 4 février 1813, est un homme politique néerlandais.

## Biographie
Issu d'une famille de régents et de banquiers de Hollande, Bruigom Trip devient bourgmestre de Westzaan en août 1780. Il est élu député à l'assemblée nationale batave en février 1796 puis en août 1797. Il est contraint à la démission après le coup d'État unitariste du 22 janvier 1798.